# Inmigración escocesa en Argentina
La inmigración escocesa en Argentina ha existido por lo menos desde 1825. Con frecuencia, los escoceses argentinos se denominan erróneamente como ingleses.
Debido a la gran cantidad de escoceses que llegaron a la Argentina, varias de sus tradiciones han logrado arraigarse en cierto grado en la sociedad del país. Un ejemplo de ello, es el arraigo de costumbres y tradiciones celtas, como el idioma gaélico escocés. Ha habido clases de dicho idioma en Buenos Aires desde hace más de diez años dictadas por descendientes de escoceses. En la actualidad las clases son dictadas por el profesor Guillermo Santana MacKinlay, argentino de ascendencia escocesa.

## Historia

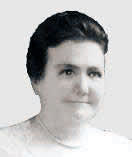
Cecilia Grierson.

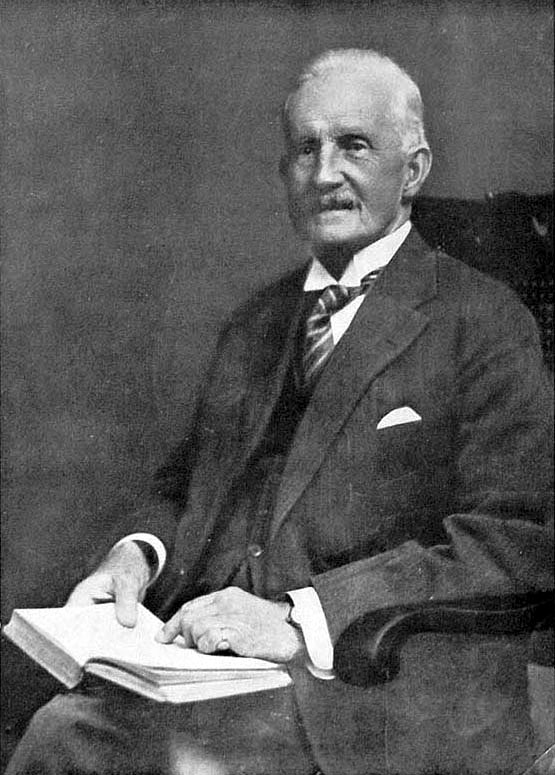
Alexander Watson Hutton.

Los orígenes de la inmigración escocesa en Argentina se remonta a 1825 cuando los hermanos John y William Parish Robertson presentaron un proyecto al Ministro de Gobierno de Buenos Aires, Bernardino Rivadavia, para instalar una colonia agrícola de escoceses en Monte Grande. Justamente, se empezó a importar vacas Aberdeen angus, originarias de Angus, Escocia. 

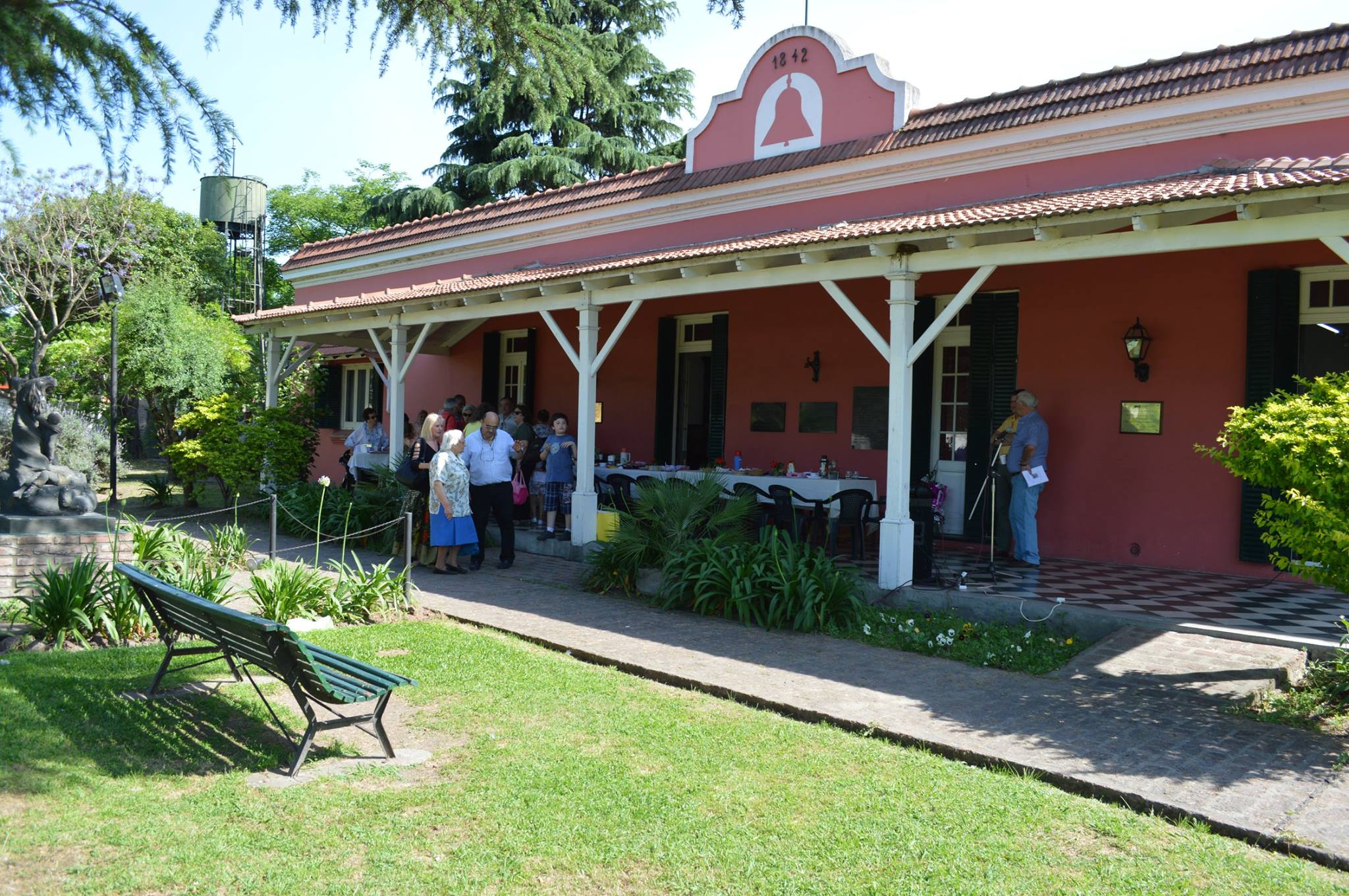
Museo Histórico La Campana. Funciona en la antigua chacra del granjero escocés John McClymont, llegado a la región en 1825

La primera mujer argentina en ganar un título de doctor en Medicina fue Cecilia Grierson, de ascendencia escocesa. Su abuelo paterno fue el líder de la Colonia Escocesa de Monte Grande. En 1925 publicó su libro "Colonia de Monte Grande. Primer y única colonia formada por escoceses en Argentina". En el partido de Esteban Echeverría se encuentra uno de los pocos solares que sobrevivieron de la colonia, donde actualmente funciona el Museo Histórico La Campana. Los visitantes pueden apreciar una de las salas dedicadas a la inmigración escocesa.
Dos escuelas en Argentina han sido fundadas por inmigrantes escoceses: el Saint Andrew's Scots School en 1838 y el colegio Balmoral en 1959, ubicado en Banfield, provincia de Buenos Aires. Además, la asociación club de fútbol Club Atlético Douglas Haig recibe su nombre del jefe militar escocés Douglas Haig.
El presidente argentino Juan Domingo Perón tenía ascendencia escocesa de su lado paterno. Su bisabuela, Ann Hughes Mc Kenzie, remonta sus raíces a Escocia.

### Fútbol

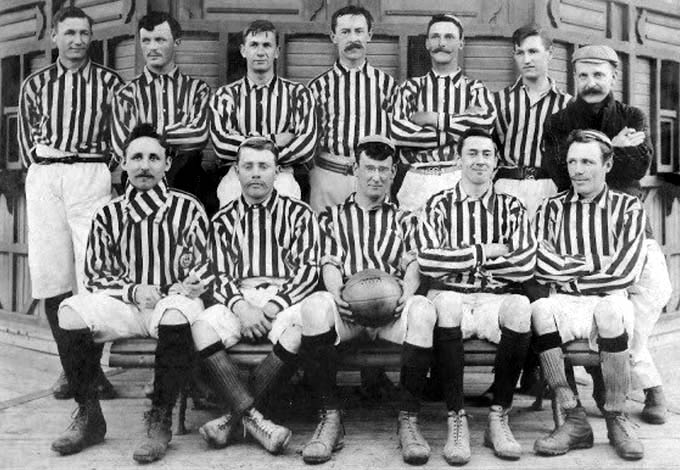
Equipo del Alumni Athletic Club de 1902.

El llamado «padre del fútbol argentino» era un maestro de escuela de Glasgow, Alexander Watson Hutton, quien enseñó al fútbol en la Escuela Escocesa San Andrés en Buenos Aires a principios de los años 1880. El 4 de febrero de 1884, fundó la Buenos Aires English High School, donde continuó instruyendo a los alumnos en el juego. En 1891, Hutton estableció la Argentina Association Football League, la primera liga de fútbol fuera de las islas británicas. Cinco clubes compitieron pero solo se jugó una temporada.
Su hijo Arnold Watson Hutton (1886-1951) fue un delantero con la selección argentina de fútbol. También jugó cricket, tenis y waterpolo.

## Personas destacadas

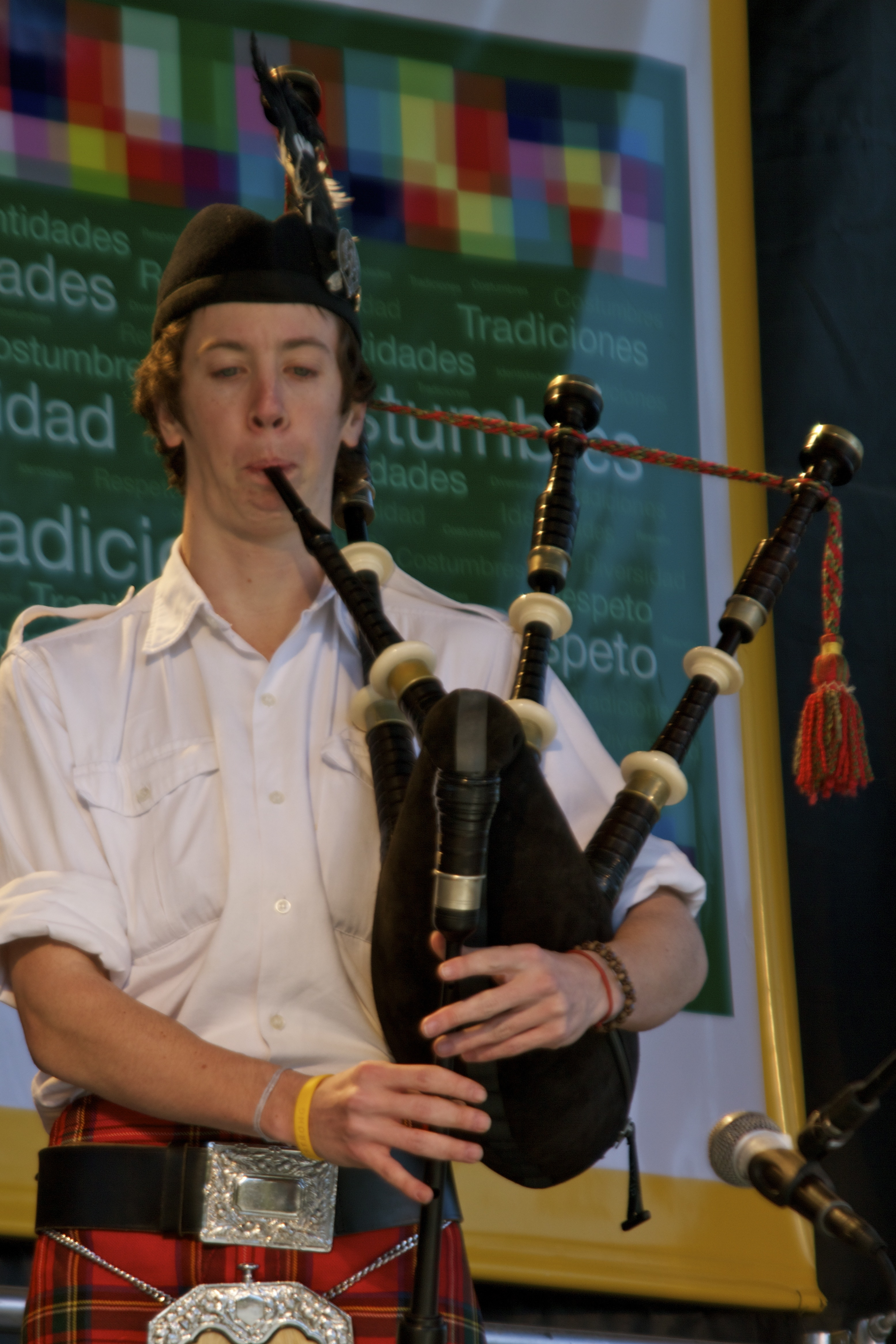
Gaita escocesa en el día del inmigrante de 2010 en Buenos Aires